# Elaphoglossum adrianae
Elaphoglossum adrianae là một loài thực vật có mạch trong họ Lomariopsidaceae. Loài này được A. Rojas mô tả khoa học đầu tiên năm 2002.